# Vista Alegre (Rio Grande do Sul)
Vista Alegre is een gemeente in de Braziliaanse deelstaat Rio Grande do Sul. De gemeente telt 2.932 inwoners (schatting 2009).

## Verkeer en vervoer
De plaats ligt aan de weg BR-472.